# Parliament Square

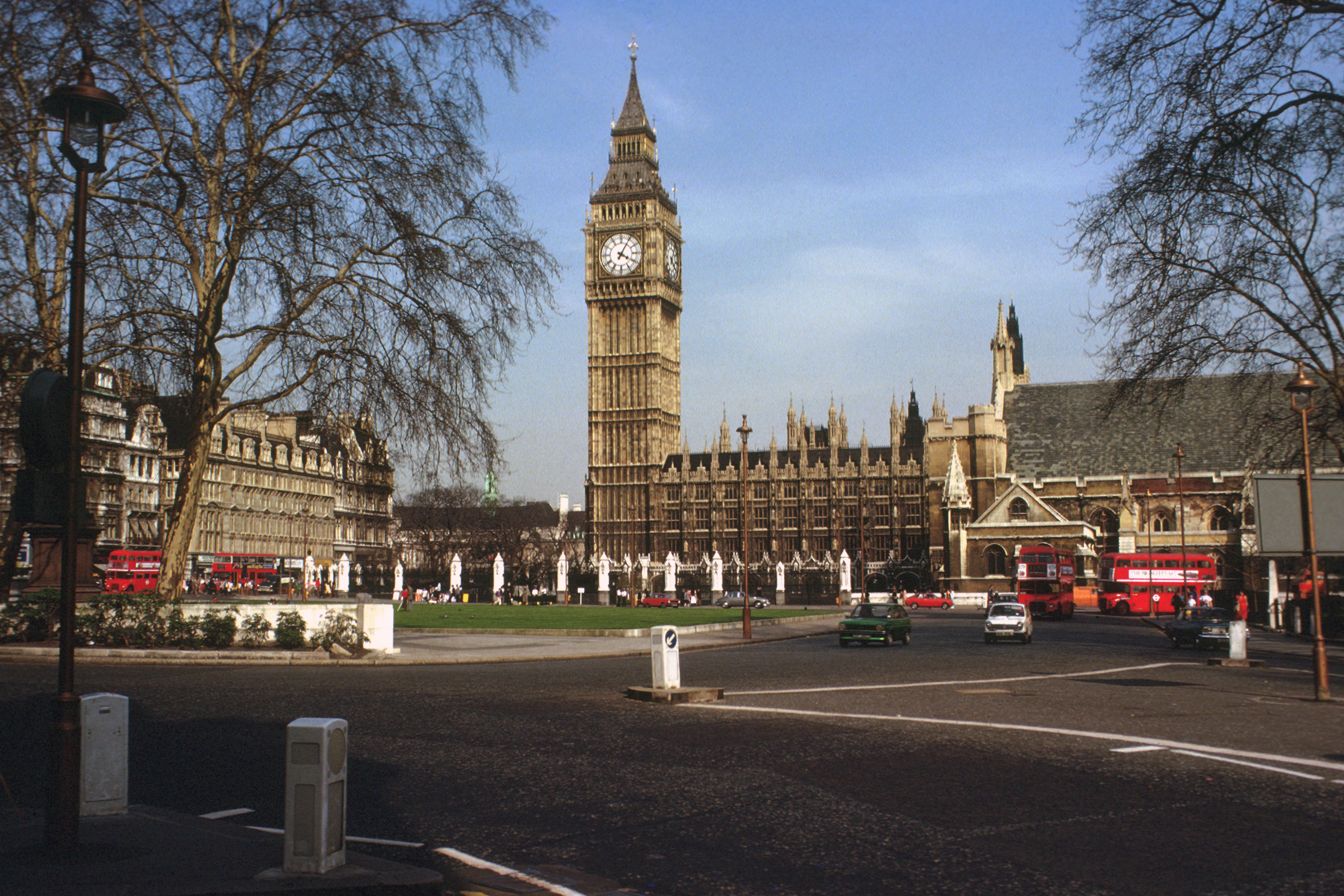
Parliament Square im Jahr 1980

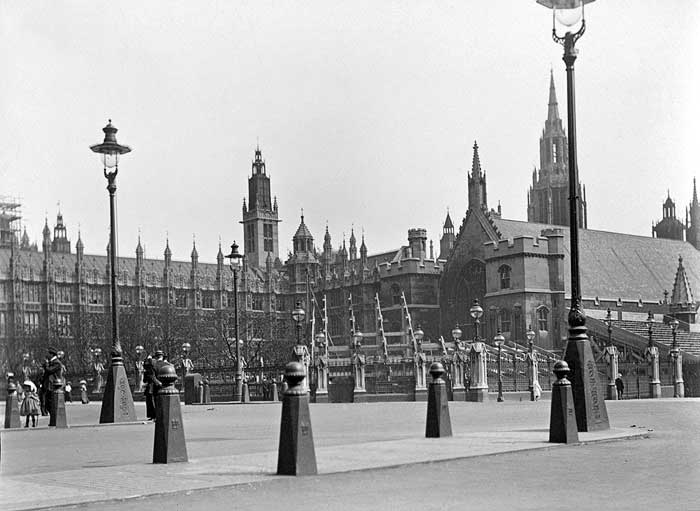
Parliament Square im Jahr 1911

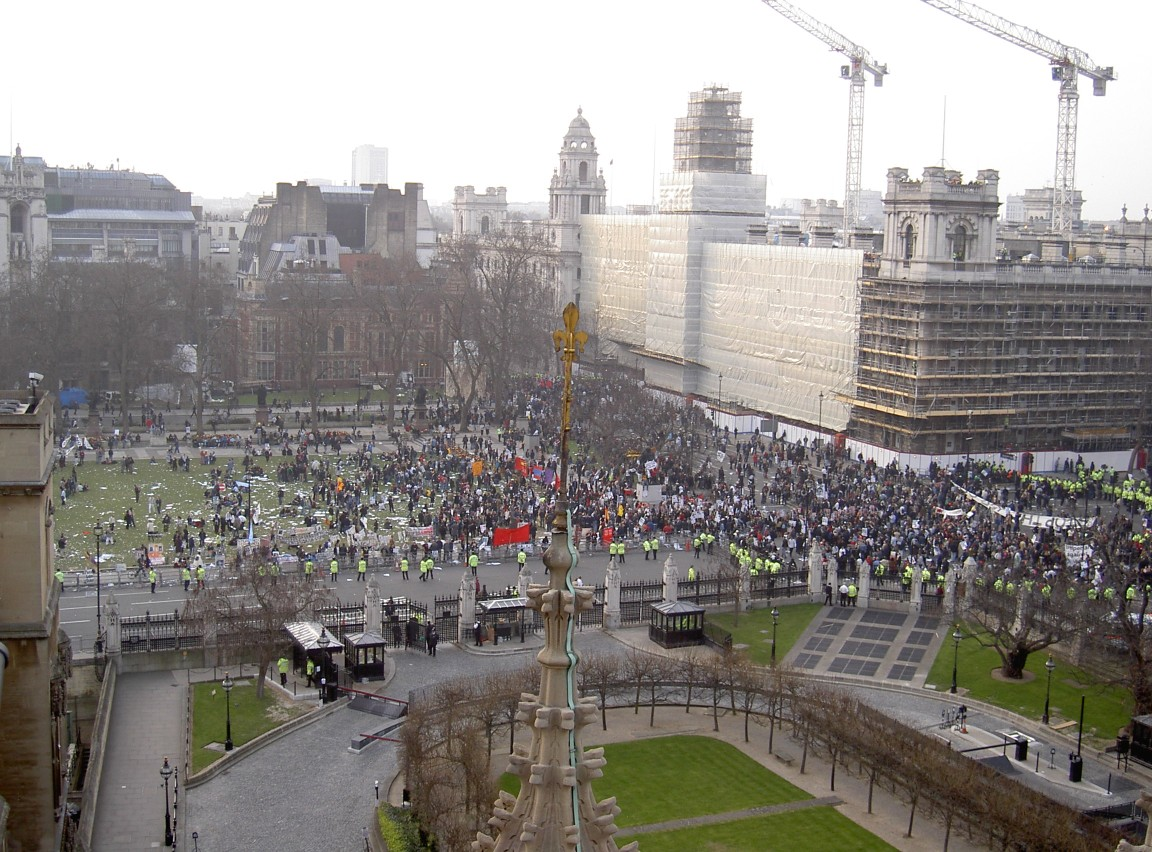
Demonstration gegen den Irak-Krieg auf dem Parliament Square am 20. März 2003, fotografiert vom Dach des Palace of Westminster

Der Parliament Square ist ein Platz in London, unmittelbar nordwestlich des Palace of Westminster, dem Sitz des britischen Parlaments. In der Mitte des Platzes befindet sich eine große Grünfläche, der Verkehr fließt in Form eines Kreisverkehrs.

## Lage
Rund um den Platz befinden sich neben dem Palace of Westminster auch weitere wichtige Gebäude. Es sind dies die Westminster Abbey, die St Margaret’s Church, die Middlesex Guildhall, das britische Finanzministerium (HM Treasury), die Westminster Central Hall und das Portcullis House. Unterhalb des Portcullis House liegt die Station Westminster der London Underground.
Vom Platz aus führen folgende Straßen: Nach Süden St Margaret Street, nach Westen Great George Street, nach Südwesten Broad Sanctuary, nach Norden Parliament Street (geht in Whitehall über), nach Osten Bridge Street (zur Westminster Bridge).

## Geschichte
Der Parliament Square entstand 1868 im Zuge des Neubaus des Palace of Westminster. Das Gelände sollte aufgelockert und der Verkehrsfluss verbessert werden. Zahlreiche Grundstücke mussten zu diesem Zweck geräumt werden. Der verantwortliche Architekt war Charles Barry. Eine Besonderheit war die weltweit erste Ampel, die am 10. Dezember 1868 auf dem Platz aufgestellt und mit Gaslicht betrieben wurde. Auf dem Platz befand sich einst auch ein Springbrunnen; den Buxton Memorial Fountain entfernte man jedoch im Jahr 1940 und stellte ihn 1957 in den nahe gelegenen Victoria Tower Gardens wieder auf. 1950 nahm Architekt George Grey Wornum eine Neugestaltung des Platzes vor.
Die Ostseite des Platzes war aufgrund ihrer Nähe zum Parlament lange Zeit ein beliebter Ort für Protestkundgebungen. Aufgrund andauernder Proteste gegen den Irakkrieg, die von der Regierung zunehmend als störend empfunden wurden, beschloss das Parlament im November 2004 eine umstrittene Einschränkung des Demonstrationsrechts. Nach dem 1. August 2005 war es verboten, im Umkreis von rund einem Kilometer ohne Genehmigung des Vorsitzenden der Metropolitan Police zu demonstrieren. Diese Regelungen wurden im September 2011 nach Inkrafttreten eines neuen Polizeigesetzes überwiegend aufgehoben.

## Statuen
Rund um den Platz stehen zwölf Statuen bekannter britischer und ausländischer Staatsmänner. Sie werden in der nachfolgenden Liste im Gegenuhrzeigersinn aufgeführt, beginnend mit der Statue Winston Churchills, die direkt dem Parlament gegenübersteht. Mit der Millicent-Fawcett-Statue wurde am 24. April 2018 das erste Denkmal für eine Frau als auch das erste von einer Frau geschaffene Standbild, aufgestellt.
| Foto | Motiv                                                                                          | Bildhauer              | Enthüllt          | Anmerkungen | Denkmal- schutz |
| ---- | ---------------------------------------------------------------------------------------------- | ---------------------- | ----------------- | --- | --------------- |
|      | Winston Churchill Premierminister 1940–1945 und 1951–1955                                      | Ivor Roberts-Jones     | 1. November 1973  | Enthüllt durch Clementine Churchill. Winston Churchill selbst hatte den Wunsch nach einer Statue an dieser Stelle geäußert, als der Parliament Square in den 1950er Jahren umgebaut wurde. Roberts-Jones musste mehrere Versionen erstellen, da die ersten zu sehr Benito Mussolini ähnelten.                                                                            | Grade II        |
|      | David Lloyd George Premierminister 1916–1922                                                   | Glynn Williams         | 25. November 2007 | Enthüllt durch den Prince of Wales und die Herzogin von Cornwall. Steht auf einem Schiefersockel aus dem Penrhyn-Steinbruch (Nordwales). | –               |
|      | Jan Smuts Premierminister Südafrikas 1919–1924 und 1939–1948                                   | Jacob Epstein          | 7. November 1956  | Winston Churchill wünschte eine Statue zu Ehren von Smuts, war aber krankheitsbedingt nicht in der Lage, die Enthüllung vorzunehmen. Der Sockel aus Granit stammt aus Südafrika. | Grade II        |
|      | Henry John Temple, 3. Viscount Palmerston Premierminister 1855–1858 und 1859–1865              | Thomas Woolner         | 2. Februar 1876   | Palmerston wird im mittleren Alter porträtiert, bevor er Premierminister wurde. Granitsockel entworfen von Edward Mittleton Barry. | Grade II        |
|      | Edward Geoffrey Smith Stanley, 14. Earl of Derby Premierminister 1852, 1858–1859 und 1866–1868 | Matthew Noble          | 11. Juli 1874     | Lord Derby wird in seinen Roben als Kanzler der Oxford University dargestellt. Die Bronzereliefs rund um den Sockel zeigen Szenen aus seinem Leben und stammen von Nobles Assistenten Horace Montford. | Grade II        |
|      | Benjamin Disraeli, 1. Earl of Beaconsfield Premierminister 1868 und 1874–1880                  | Mario Raggi            | 19. April 1883    | Die Statue war ein «Schrein» der Primrose League, einer im Namen Disraelis gegründeten konservativen Vereinigung, die jedes Jahr an seinem Todestag, dem Primrose Day, Kränze niederlegte. | Grade II        |
|      | Robert Peel Premierminister 1834–1835 und 1841–1846                                            | Matthew Noble          | 1877              | Ursprünglich schuf Carlo Marochetti im Jahr 1853 eine Statue Peels, die aber als zu groß empfunden wurde. Marochetti schuf daraufhin eine kleinere Statue, die am Eingang zum New Palace Yard stand, aber 1868 entfernt und 1874 eingeschmolzen wurde. | Grade II        |
|      | George Canning Außenminister 1807–1809 und 1822–1827, Premierminister 1827                     | Richard Westmacott     | 2. Mai 1832       | Ursprünglich vor dem New Palace Yard errichtet, am heutigen Standort seit 1949. Die Statue ist der von Francis Chantrey geschaffenen Porträtbüste nachempfunden. | Grade II        |
|      | Abraham Lincoln Präsident der Vereinigten Staaten 1861–1865                                    | Augustus Saint-Gaudens | Juli 1920         | Nachbildung der Statue im Lincoln Park in Chicago. Ursprünglich sollte die Statue 1914 erschaffen werden, was aber auf 1917 verschoben werden musste. Im Gespräch war auch ein anderer Entwurf von George Grey Barnard; dieser wurde schließlich in Manchester umgesetzt.                                                                                                | Grade II        |
|      | Nelson-Mandela-Statue Präsident Südafrikas 1994–1999                                           | Ian Walters            | 29. August 2007   | Die Stadtverwaltung von Westminster hatte zuvor die Genehmigung verweigert, die Statue auf dem Trafalgar Square aufzustellen. Enthüllt durch Premierminister Gordon Brown in Anwesenheit der Witwe des Anti-Apartheid-Aktivisten Donald Woods und dessen langjährigen Freund Richard Attenborough.                                                                       | –               |
|      | Mahatma Gandhi-Statue Friedensnobelpreiskandidat 1948                                          | Philip Jackson         | 14. März 2015     | Die Statue des Führers der Unabhängigkeitsbewegung Indiens Mahatma Gandhi wurde am 14. März 2015 vom indischen Finanzminister Arun Jaitley enthüllt. Das Standbild wurde der hundertjährigen Wiederkehr von Gandhis Rückkehr nach Indien gewidmet. Ein Redner bei der Enthüllung war der britische Premierminister David Cameron.                                        | –               |
|      | Millicent-Fawcett-Statue Frauenwahlrechtsaktivistin                                            | Gillian Wearing        | 24. April 2018    | Millicent Garrett Fawcett war Präsidentin des Dachverbands der Frauenwahlrechtsvereine. Das Banner, das ihre Statue hält, lautet im übertragenen Sinne: "Mut bringt neuen Mut hervor". Das Standbild wurde dem hundertjährigen Jubiläum des Representation of the People Act gewidmet. Eine Rednerin bei der Enthüllung war die britische Premierministerin Theresa May. | –               |